# Navafría
Navafría település Spanyolországban, Segovia tartományban. Navafría Lozoya, Pinilla del Valle, Torre Val de San Pedro és Aldealengua de Pedraza községekkel határos. Lakosainak száma 279 fő (2024).

## Népesség
A település népessége az elmúlt években az alábbi módon változott:
| Lakosok száma | 360  | 349  | 376  | 382  | 342  | 319  | 304  | 281  | 290  | 279  |
|               | 2001 | 2004 | 2007 | 2009 | 2012 | 2014 | 2017 | 2019 | 2022 | 2024 |